# Cheng Hsiao-yun
Cheng Hsiao-yun (chinesisch 鄭筱澐; * 1. Juni 1983) ist eine taiwanische Badmintonspielerin. 

## Karriere
Cheng Hsiao-yun wurde bei der Badminton-Weltmeisterschaft 2005 17. im Damendoppel mit Cheng Shao-chieh. Bei der Asienmeisterschaft des gleichen Jahres wurde sie Fünfte im Doppel mit Wang Pei-rong. Bei den Weltmeisterschaften der Studenten 2006 gewann sie Bronze.

## Sportliche Erfolge
| Saison | Veranstaltung                     | Disziplin   | Platz | Name                               |
| ------ | --------------------------------- | ----------- | ----- | ---------------------------------- |
| 2000   | Junioren-Asienmeisterschaft       | Damenteam   | 3     | Taiwan                             |
| 2005   | Weltmeisterschaft                 | Damendoppel | 17    | Cheng Hsiao-yun / Cheng Shao-chieh |
| 2005   | Asienmeisterschaft                | Damendoppel | 5     | Cheng Hsiao-yun / Wang Pei-rong    |
| 2005   | Taiwan Open                       | Damendoppel | 3     | Cheng Hsiao-yun / Chang Yun-ju     |
| 2006   | Weltmeisterschaften der Studenten | Damendoppel | 3     | Cheng Hsiao-yun / Chang Yun-ju     |